# Murati
Murati so naselje v občini Kozarska Dubica, Bosna in Hercegovina. 

## Deli naselja
Murati in Pavlovac.

## Prebivalstvo
| Pregled števila prebivalcev po letih | Pregled števila prebivalcev po letih | Pregled števila prebivalcev po letih | Pregled števila prebivalcev po letih | Pregled števila prebivalcev po letih | Pregled števila prebivalcev po letih |
| ------------------------------------ | ------------------------------------ | ------------------------------------ | ------------------------------------ | ------------------------------------ | ------------------------------------ |
| 1948                                 | 1953                                 | 1961                                 | 1971                                 | 1981                                 | 1991                                 |
| -                                    | -                                    | -                                    | 193                                  | 186                                  | 217                                  |

| Narodna sestava prebivalstva po letih                                                                                      | Narodna sestava prebivalstva po letih                                                                                      | Narodna sestava prebivalstva po letih                                                                                      |
| --- | --- | --- |
| 1971 | 1981 | 1991 |
| . skupaj: 193 Srbi 192 (99,48 %) Hrvati 0 (0,00 %) Muslimani 0 (0,00 %) Jugoslovani 0 (0,00 %) drugi in neznano 1 (0,51 %) | . skupaj: 186 Srbi 177 (95,16 %) Hrvati 0 (0,00 %) Muslimani 0 (0,00 %) Jugoslovani 4 (2,15 %) drugi in neznano 5 (2,68 %) | . skupaj: 217 Srbi 216 (99,53 %) Hrvati 1 (0,46 %) Muslimani 0 (0,00 %) Jugoslovani 0 (0,00 %) drugi in neznano 0 (0,00 %) |